# Мар'ївська сільська рада (Новомиргородський район)
Мар'ївська сільська́ ра́да — орган місцевого самоврядування Новомиргородського району Кіровоградської області. Центр сільської ради — село Мар'ївка.
Площа — 23,03 км². Населення — 258 чоловік.

## Населені пункти
Сільській раді підпорядковані населені пункти:
- с. Мар'ївка
- с. Журавка (нежиле)

## Склад ради
Рада складається з 12 депутатів та голови.

### Керівний склад ради
| ПІБ                    | Основні відомості                                                 | Дата обрання | Дата звільнення |
| ---------------------- | ----------------------------------------------------------------- | ------------ | --------------- |
| Човгиз Тетяна Іванівна | Сільський голова, 1972 року народження, освіта, позапартійна      | 26.03.2006   | 31.10.2010      |
| Човгиз Тетяна Іванівна | Сільський голова, 1972 року народження, освіта вища, позапартійна | 31.10.2010   |                 |

Примітка: таблиця складена за даними джерела

## Населення
За переписом населення України 2001 року в селі мешкало 258 осіб.

### Мова
Розподіл населення за рідною мовою за даними перепису 2001 року:
| Мова       | Відсоток |
| ---------- | -------- |
| українська | 93,80 %  |
| російська  | 3,10 %   |
| білоруська | 1,16 %   |
| молдовська | 1,16 %   |
| інші       | 0,78 %   |